# 호제리우 세니
호제리우 뮈케 세니(포르투갈어: Rogério Mücke Ceni, 1973년 1월 22일 ~ )는 브라질의 전 축구 선수로 포지션은 골키퍼이다. 현재 EC 바이아의 감독이다.

## 기록

### 대회 기록

#### 선수
상파울루 FC (1992~2015)
- 캄페오나투 브라질레이루 세리 A : 2006 , 2007 , 2008
- 캄페오나투 파울리스타 : 1992 , 1998 , 2000 , 2005
- 수페르코파 캄페오나투 파울리스타 : 2005
- 코파 수다메리카나 : 2012
- 코파 CONMEBOL : 1994
- 레코파 수다메리카나 : 1993 , 1994
- 수페르코파 수다메리카나 : 1993
- 코파 리베르타도레스 : 1992 , 1993 , 2005
- 인터컨티넨탈컵 : 1992 , 1993
- FIFA 클럽 월드컵 : 2005

#### 감독
CR 플라멩구 (2020~2021)
- 캄페오나투 브라질레이루 세리 A : 2020
- 캄페오나투 카리오카 : 2020
- 레코파 수다메리카나 : 2020

상파울루 FC (2017),(2021~ )
- 캄페오나투 파울리스타 : 2021

브라질 축구 국가대표팀 (1997~2015)
- FIFA 컨페더레이션스컵 : 우승 1997
- FIFA 월드컵 : 우승 2002